# لاشک دراگوش
لاشک ملچیور دراگوش ((به لهستانی: Leszek Melchior Drogosz)؛ ۶ ژانویه ۱۹۳۳ – ۶ سپتامبر ۲۰۱۲) بوکسور اهل لهستان بود.
از افتخارات وی میتوان به کسب مدال برنز وزن ۶۷- کیلوگرم در بازی‌های المپیک تابستانی ۱۹۶۰ اشاره کرد.
از فیلم‌هایی که وی در آن حضور داشته‌است، می‌توان به بوکسور اشاره کرد.